# Jack Cunningham (scénariste)
Pour les articles homonymes, voir Jack Cunningham et Cunningham.
Jack Cunningham est un scénariste et producteur américain né le 1er avril 1882 à Ionia, Iowa (États-Unis), décédé le 4 octobre 1941 à Santa Monica (Californie).

## Filmographie

### Comme scénariste
- 1913 : Wynona's Vengeance de Francis Ford
- 1914 : A Wartime Reformation de Francis Ford
- 1914 : In the Fall of '64 de Francis Ford
- 1914 : Be Neutral de Francis Ford
- 1917 : Out for the Dough
- 1917 : Mule Mates
- 1917 : Art Aches
- 1917 : Whose Baby?
- 1917 : What the ---?
- 1917 : Uneasy Money
- 1917 : His Fatal Beauty
- 1917 : Money and Mystery
- 1917 : Crosseyed Submarine: Or, 20,000 Peeks Under the Sea
- 1918 : La Revanche de Betty (Betty Takes a Hand) de John Francis Dillon
- 1918 : The Argument de Walter Edwards
- 1918 : Limousine Life
- 1918 : The Shoes That Danced
- 1918 : A Burglar for a Night
- 1918 : The Bells
- 1919 : All of a Sudden Norma
- 1919 : Adele
- 1919 : The Silver Girl
- 1919 : À tort et à travers (All Wrong) de Raymond B. West et William Worthington
- 1919 : The Joyous Liar
- 1920 : The Dream Cheater
- 1920 : Number 99
- 1920 : Big Happiness
- 1920 : The House of Whispers
- 1920 : The Devil to Pay
- 1921 : The Avenging Arrow
- 1921 : Where Lights Are Low
- 1921 : L'Appel du nord (en) (The Call of the North) de Joseph Henabery
- 1922 : Le Droit d'aimer (Beyond the Rocks)
- 1922 : A Trip to Paramountown
- 1923 : Dans la gueule du tigre (en) (The Tiger's Claw) de Joseph Henabery
- 1923 : The Heart Raider
- 1923 : A Gentleman of Leisure
- 1923 : Homeward Bound
- 1923 : La Lumière qui s'éteint (The Light That Failed) de George Melford
- 1924 : The Man Who Fights Alone (en)
- 1925 : The Top of the World
- 1925 : Contraband
- 1925 : Just a Woman
- 1925 : Don X, fils de Zorro (Don Q Son of Zorro)
- 1926 : Rocking Moon
- 1926 : West of Broadway
- 1926 : Le Pirate noir (The Black Pirate)
- 1927 : Captain Salvation de John S. Robertson
- 1928 : Wild West Romance
- 1928 : The Adventurer
- 1928 : Ombres blanches (White Shadows in the South Seas)
- 1928 : Les Vikings (The Viking) de Roy William Neill
- 1929 : Le Masque de fer (The Iron Mask)
- 1931 : Shanghaied Love
- 1931 : The Guilty Generation
- 1931 : The Deceiver (en)
- 1932 : The Texas Bad Man
- 1932 : The Fourth Horseman
- 1933 : Terror Trail (en) d'Armand Schaefer
- 1933 : La Ruée fantastique (Thundering Herd)
- 1933 : Under the Tonto Rim
- 1933 : Sunset Pass
- 1933 : Man of the Forest
- 1933 : To the Last Man
- 1934 : La Dernière Ronde (The Last Round-Up)
- 1934 : Double Door
- 1934 : Murder at the Vanities
- 1934 : La Parade du rire (The Old Fashioned Way)
- 1934 : Wagon Wheels (en)
- 1934 : Une riche affaire (It's a Gift)
- 1935 : Mississippi
- 1935 : Les Joies de la famille (Man on the Flying Trapeze)
- 1936 : Easy to Take
- 1936 : Poppy
- 1938 : Le Professeur Schnock (Professor Beware)
- 1939 : Union Pacific

### Comme réalisateur
- 1922 : A Trip to Paramountown